# جلو بیافرا
جلو بیافرا (انگلیسی: Jello Biafra؛ زادهٔ ۱۷ ژوئن ۱۹۵۸) بازیگر و خواننده اهل ایالات متحده آمریکا است. وی از سال ۱۹۷۶ میلادی تاکنون مشغول فعالیت بوده‌است.
او در فیلم تیپهدس بازی کرده‌است.